# 90210 (Travis Scott)
90210 è un brano musicale del rapper statunitense Travis Scott, pubblicato il 4 settembre 2015 come quinta traccia del suo album in studio di debutto Rodeo.

## Descrizione
Il brano vede la collaborazione della cantante statunitense Kacy Hill ed è stato prodotto da Scott stesso con DJ Dahi, Allen Ritter, Mike Dean e WondaGurl. Nel brano, Scott parla inizialmente della sua vita a Los Angeles, fino ad arrivare a quello che High Snobiety ha descritto come un "cambio di beat dinamico", quando Scott inizia a rappare sulla relazione con i genitori e con la nonna.
Il titolo del brano si riferisce al codice postale della città della contea di Los Angeles Beverly Hills.

## Accoglienza
Donovan Barnett di High Snobiety l'ha piazzata al terzo posto nella sua classifica dei brani di Scott e affermato che "aiuta a solidificare Scott come un'icona musicale". XXL l'ha inclusa tra i brani essenziali dell'artista.

## Video musicale
Il video musicale, diretto da Hype Williams, è stato pubblicato il 17 agosto 2016 sul canale YouTube dell'artista. Nel video una action figure di Scott stesso ha delle relazioni sessuali con l'action figure di una donna dalla faccia censurata, mentre una action figure più grande di Scott distrugge la città.